# Pentheochaetes trinidadensis
Pentheochaetes trinidadensis är en skalbaggsart som beskrevs av Gilmour 1963. Pentheochaetes trinidadensis ingår i släktet Pentheochaetes och familjen långhorningar.
Artens utbredningsområde är Venezuela. Inga underarter finns listade i Catalogue of Life.